# San Paolo di Jesi
San Paolo di Jesi è un comune italiano di 899 abitanti della provincia di Ancona nelle Marche.

## Società

### Evoluzione demografica
Abitanti censiti

## Amministrazione
| Periodo        | Periodo        | Primo cittadino    | Partito                              | Carica  | Note  |
| -------------- | -------------- | ------------------ | ------------------------------------ | ------- | ----- |
| 18 giugno 1985 | 28 maggio 1990 | Bruno Rossini      | Democrazia Cristiana                 | Sindaco | [ 5 ] |
| 28 maggio 1990 | 24 aprile 1995 | Sandro Barcaglioni | Democrazia Cristiana                 | Sindaco | [ 5 ] |
| 24 aprile 1995 | 14 giugno 1999 | Sandro Barcaglioni | Lista civica                         | Sindaco | [ 5 ] |
| 14 giugno 1999 | 14 giugno 2004 | Sandro Barcaglioni | Lista civica                         | Sindaco | [ 5 ] |
| 14 giugno 2004 | 8 giugno 2009  | Sandro Cesaroni    | Lista civica                         | Sindaco | [ 5 ] |
| 8 giugno 2009  | 12 giugno 2014 | Sandro Barcaglioni | Lista civica: Insieme per continuare | Sindaco | [ 5 ] |
| 13 giugno 2014 | 27 maggio 2019 | Sandro Barcaglioni | Lista civica: Insieme per continuare | Sindaco | [ 5 ] |
| 27 maggio 2019 | 9 giugno 2024  | Sandro Barcaglioni | Lista civica: Insieme per continuare | Sindaco | [ 5 ] |
| 10 giugno 2024 | in carica      | Pompilio Ceci      | Lista civica: Uniamo San Paolo       | Sindaco | [ 5 ] |

## Sport
La squadra di calcio della Sampaolese disputa il campionato di Prima Categoria.